# King's College (Cambridge)
Pour les articles homonymes, voir King's College.
King's College est un des 31 collèges de l'université de Cambridge, au Royaume-Uni. Il fut fondé en 1441 par Henri VI. Dès 1445, une subvention du roi permit de construire des édifices imposants, amenant la condamnation en impasse de quelques rues de la ville. Les locaux devaient accueillir à l'origine un prévôt et 70 étudiants.
Le collège était réservé aux élèves de la public school d'Eton College, un privilège qui se maintint jusqu'en 1865.
Sa chapelle est l'un des plus beaux exemples de l'architecture gothique anglaise, et plus spécifiquement du gothique perpendiculaire.

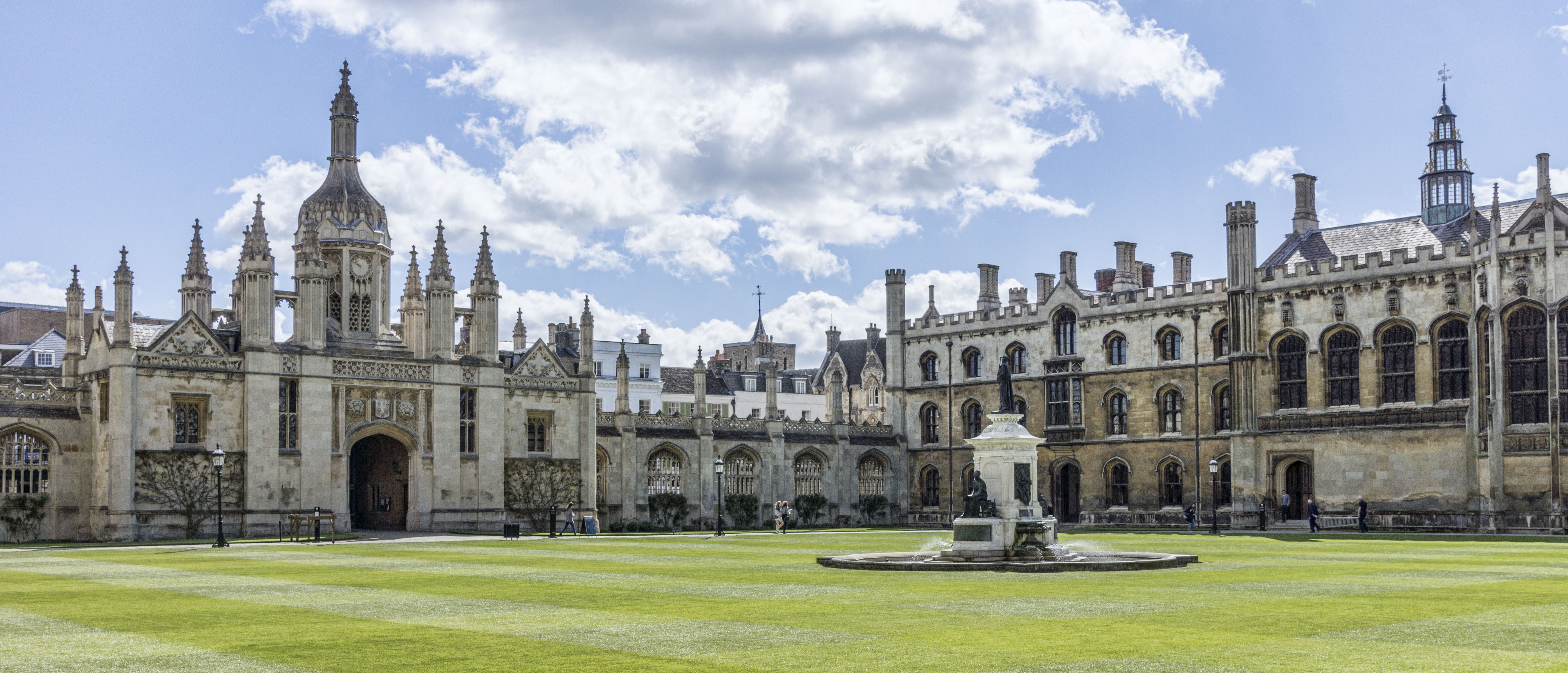
King's College, cour principale

## Personnalités liées à l'université
- Francis Walsingham
- Alan Turing
- John Maynard Keynes
- Frederic Prokosch
- Salman Rushdie
- Richard Layard
- Leslie Charteris
- Arthur Waley
- David Willcocks
- Edmund Leach
- Michael Ignatieff
- Edward Morgan Forster
- Robert Hacomblene
- Sylvia Chant

Le révérend John Chafy (1719-1782) y a fait ses études. Admis comme boursier en octobre 1738, il a été élu fellow en 1741 et a obtenu son baccalauréat ès arts en 1742. Il fut ordonné diacre à Lincoln, puis devint vicaire de Chatham et, en 1749, vicaire de Great Bricett dans le Suffolk, situé à mi-chemin entre Sudbury et Ipswich. C'est à cette époque que Thomas Gainsborough le représente en train de jouer du violoncelle. Il a probablement continué à résider à Cambridge en tant que fellow jusqu'à son mariage en 1752.

## Galerie

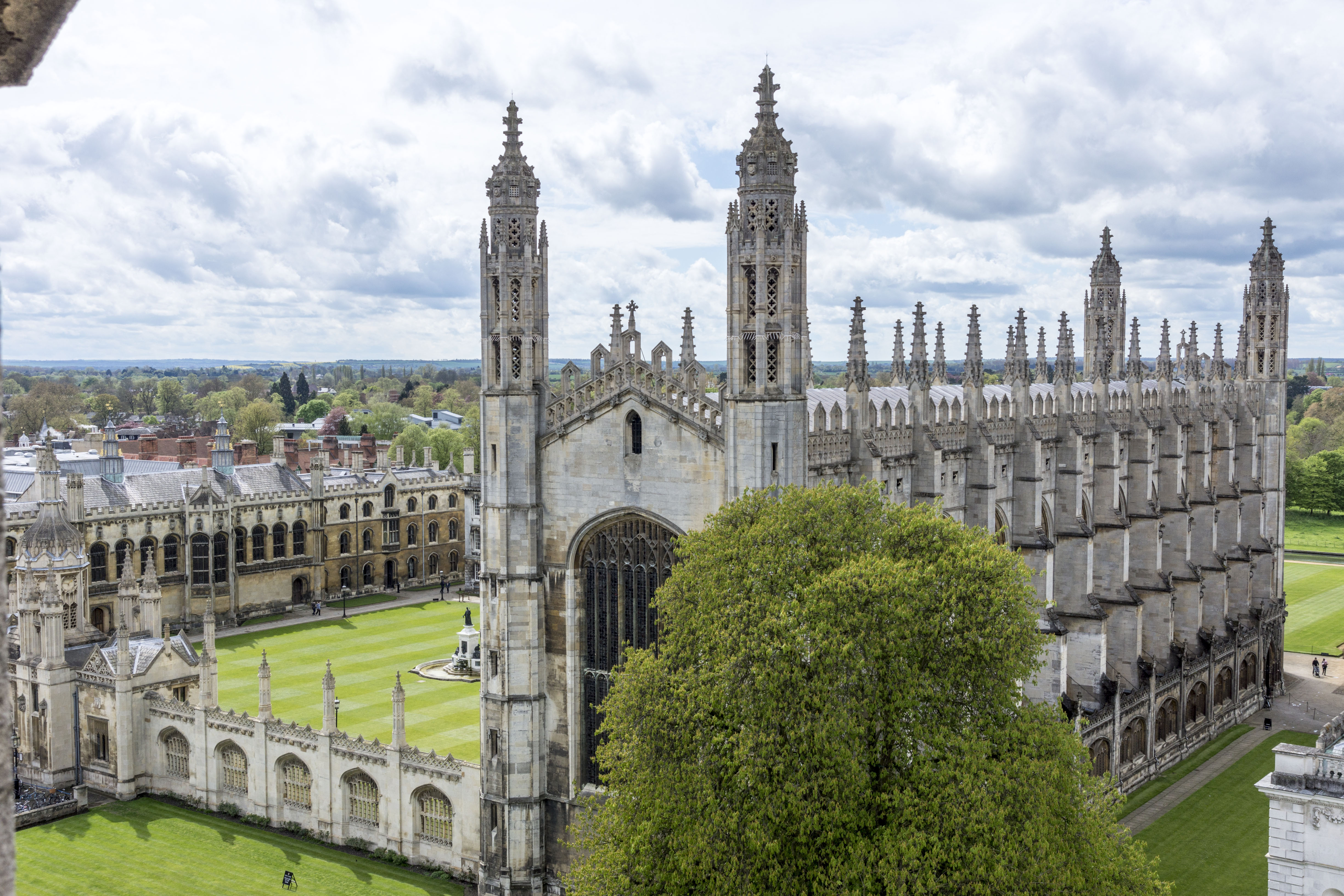
King's College vu du haut de l'église St Mary the Great
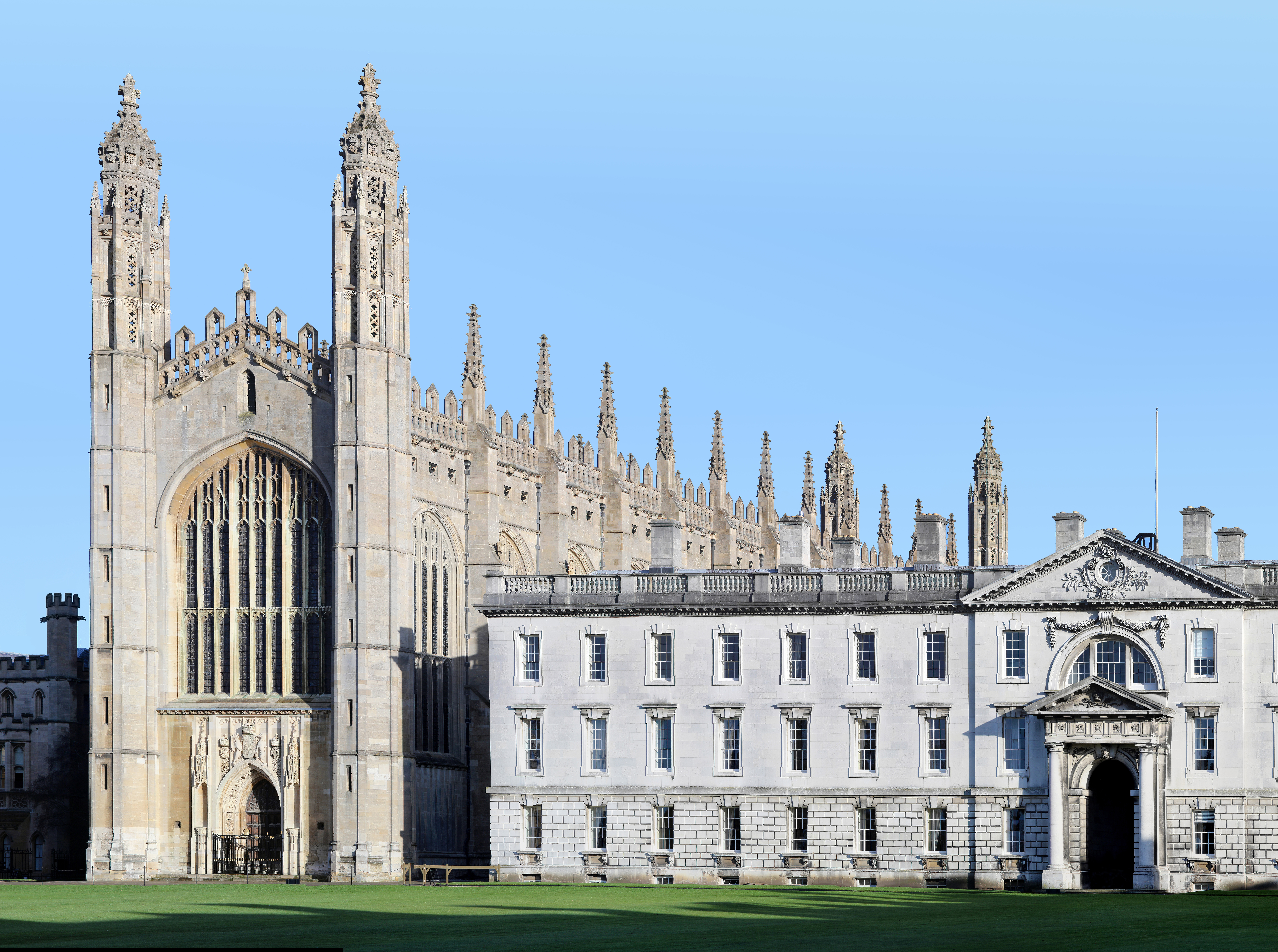
La chapelle et bâtiments du King's College